# Županija Södermanland
Županija Södermanland (šved. Södermanlands län) županija je u jugoistočnom dijelu Švedske. Graniči sa županijama Östergötland, Örebro, Västmanland, Uppsala, Stockholm.  
S 6 061 četvornih kilometara površine (1,5 postotaka ukupnog švedskog ozemlja) zauzima osamnaesto mjesto po veličini među švedskim županijama. 

## Općine u Županiji Södermanland
| # | Grb | Općina      | Koordinate                          |
| - | --- | ----------- | ----------------------------------- |
| 1 |     | Eskilstuna  | 59°22′N 16°31′E / 59.367°N 16.517°E |
| 2 |     | Flen        | 59°03′N 16°35′E / 59.050°N 16.583°E |
| 3 |     | Gnesta      | 59°03′N 17°18′E / 59.050°N 17.300°E |
| 4 |     | Katrineholm | 59°00′N 16°12′E / 59.000°N 16.200°E |
| 5 |     | Nyköping    | 58°45′N 17°00′E / 58.750°N 17.000°E |
| 6 |     | Oxelösund   | 58°40′N 17°07′E / 58.667°N 17.117°E |
| 7 |     | Strängnäs   | 59°22′N 17°02′E / 59.367°N 17.033°E |
| 8 |     | Trosa       | 58°54′N 17°33′E / 58.900°N 17.550°E |
| 9 |     | Vingåker    | 59°02′N 15°52′E / 59.033°N 15.867°E |